# San Marco (Split)
San Marco, dnevni list u Splitu u vrijeme talijanske okupacije. Izlazio je dijelom razdoblja dok je bio pripojen fašističkoj Italiji.

## Povijest
Italija je po pripajanju Splita među prvim stvarima ukinula list na hrvatskom jeziku Novo doba. Ukinula ga je 23. travnja 1941. godine. Bio je to jedan od niza poteza kojima se gušilo i zatiralo hrvatski identitet Splita. Tako je jedino još Katolička riječ u Splitu tiskana na hrvatskom jeziku. Umjesto Novog doba, šest dana poslije, 29. travnja, talijanske vlasti pokrenule su dnevnik San Marco koji je izlazio dvojezično. Talijanski okupatori tu nisu stvorili ništa novo, jer su gotovo sve preoteli od Novog doba: prostorije uredništva, tiskaru, papir, pa i suradnike. Glavni i odgovorni urednik bio je Zadranin Antonio Just-Verdus. San Marco prestao je izlaziti koncem studenoga 1941. godine. Nasljednik je bio list Il Popolo di Spalato, koji je bio jakim izvorom fašističke propagande. U svezi s gašenjem San Marca valja dovesti još jedno gašenje hrvatštine u Splitu, kad je do 12. studenoga iste godine, koji tjedan prije, razmontiran i maknut s Peristila spomenik Grguru Ninskome.